# Cosmiometra belsuchel
Cosmiometra belsuchel is een haarster uit de familie Thalassometridae.
De wetenschappelijke naam van de soort werd in 2007 gepubliceerd door Messing.